# Clare Azzopardi
Clare Azzopardi (St. Julian's, 5 luglio 1977) è una scrittrice e traduttrice maltese.

## Biografia
È nata a St. Julian's a Malta. Ha studiato all'Università di Malta e ha conseguito un master in alfabetizzazione all'Università di Sheffield. È stata la direttrice del Dipartimento di Maltese al Junior College dell'Università di Malta dal 2015 al 2023.

## Lavori
Le poesie e i racconti brevi di Azzopardi in lingua maltese sono stati inseriti in diverse antologie. Le sue opere sono state tradotte in diverse riviste letterarie, tra cui In Focus, Transcript, Words without Borders, West 47, Lettre International (Ungheria) e Kulturas Forms.
Nel 2005, Azzopardi ha pubblicato Others, Across, due racconti brevi tradotti successivamente in inglese, e nel 2006 viene pubblicata Il-Linja l-Ħadra (La Linea Verde), una raccolta di racconti in maltese. Ha anche scritto anche delle opere teatrali, tra cui In-Nisa Jafu Kif (Le donne sanno come fare), Pretty Lisa e L-Interdett Taħt is-Sodda (L'interdetto sotto il letto), quest'ultima pubblicata in francese (Éditions Théatrales) e in arabo (I-ACT). Ha partecipato a vari festival letterari, tra cui il Jaipur Literature Festival in India e il festival vRIsak a Fiume, in Croazia.

## Elenco delle pubblicazioni

### Bambini
- Metal l-Milied ma Ġiex
- Ġużeppina
- Hemm dal-post telqulu l-kuluri
- Mingu
- Il-Qtates ta' max-xatt
- Is-Sinjura Klaws
- Senduq Kuluri/Buffuri
- Senduq Riżorsi għall-Għalliema
- Esperimenti fiscali-xjenza (100 attività)
- Kalejdoskopju 3-6
- 1. MT, 2. MT, 3. MT, 4.MT
- Terramaxka
- Tikka Malti 1a,1b, 2a, 2b, 3a, 3b, 4a, 4b
- Tikka Qari (serie)

### Poesie e prose per adulti
- Others, across
- Il-Linja l-Ħadra
- Din Mhix Tazza
- Klijenti Antipatici u Kapuccini Kesħin
- Għaraq Xort'Oħra
- Kulħadd ħalla isem warajh
- L-Art tal-Kliem
- Castillo (edizione italiana Il vizio del silenzio)

### Traduzioni
- Le Loup Qui Voulait Changer de Couleur
- Le Loup Qui ne Voulait Plus Marcher
- Berlingot è un supereroe
- Zafo Le Petit Pirate
- Séraphin, Le Prince Des Dauphins
- Rosetta Banana N'est Pas Craca
- Crocky Le Crocodile A Mal Aux Dents
- Camille Veut Una Nouvelle Famille
- Les Bêtises de Manon
- Manon est Malade
- Le Dent de Manon
- L'Anniversaire di Manon
- Manon s'Habille Toute Seule
- La Grande Fabrique Des Mots
- Le Loup qui Avait Peur De Son Ombre
- Le Loup Qui S'amait Beaucoup Trop
- Le Loup Qui Decouvrait Le Pays Des Contes
- Le Loup Qui Encûetait au Musée
- P'tit loup va sur le pot
- P'tit loup n'aime que les pâtes

### Teatro
- L-Esperimenti ta'Fiona
- L-Interdett taħt is-Sodda
- In-Nisa Maltin Jafu Kif
- Pretty Lisa

## Riconoscimenti
Sia nel 2011 che nel 2012, Azzopardi è stata nominata agli Astrid Lindgren Memorial Award. Nel 2015 e nel 2016, due dei suoi libri per bambini Lupu Lupettu Kull Kulur e Mingu vincono il Terramaxka Book Prize.
Nel corso della sua carriera ha vinto 10 premi nazionali di letteratura: Il-Linja l-Ħadra (2006), L-Interdett taħt is-Sodda (2012), Kulħadd ħalla isem warajh (2015), Il-Każ Kważi Kollu tal-Aħwa De Molizz (2010), Ir-Re Pankrazju jagħlaq mitt sena (2010), Jake Cassar (2015), Metal l-Milied ma Ġiex (2010), Kidane (2012), Il-Qtates ta' max-Xatt (2016) e Teresa (2017).
Nel 2021, Azzopardi ha vinto il Terramaxka Book Prize per il miglior libro tradotto con Ors fl-Ispazju.